# دورينا بوتزوغو
دورينا بوتزوغو (ولدت في 15 فبراير 1992 في أوروشازا) هي لاعبة جمباز فني مجرية تنافست في دورة الألعاب الأولمبية الصيفية 2008 والألعاب الأولمبية الصيفية 2012. شاركت ضمن دالفريق المجري للسيدات الذي حقق الميدالية البرونزية في بطولة أوروبا للجمباز الفني للسيدات 2020.